# Roy Sentjens
Roy Sentjens (* 15. Dezember 1980 in Neerpelt) ist ein ehemaliger belgischer Radrennfahrer. Anfangs hatte er eine doppelte Staatsbürgerschaft. Seine Mutter ist Belgierin und sein Vater ist Niederländer.

## Werdegang
Sentjens gewann 2001 die U23-Austragung der Flandern-Rundfahrt und bekam daraufhin für die kommende Saison einen Profivertrag bei Rabobank. Dort fuhr er schon seit 1997 in der Nachwuchsmannschaft. 2003 feierte er seinen bisher größten Erfolg mit dem Sieg bei dem belgischen Halbklassiker Kuurne–Brüssel–Kuurne. Ein Jahr später gewann er eine Etappe bei der Noord-Nederland Tour.
Am 16. August 2010 wurde Roy Sentjens positiv auf EPO getestet und daraufhin vom Team Milram suspendiert. Sentjens erklärte seinen sofortigen Rücktritt vom Radsport und gab als Gründe für das Doping private und gesundheitliche Gründe an; er leidet am Guillain-Barré-Syndrom, einer Erkrankung des Nervensystems, die zu Lähmungen führt. Im Dezember 2010 wurde er rückwirkend zum 9. September für zwei Jahre gesperrt. Am 9. September 2012 kehrte er als Mitglied des Cyclingteam de Rijke in das Peloton zurück.
Ende der Saison 2013 beendete er seine Karriere als Berufsradfahrer.

## Erfolge
2001
- Ronde van Vlaanderen (U23)

2003
- Kuurne–Brüssel–Kuurne

2004
- Noord-Nederland Tour

2007
- Druivenkoers Overijse

2008
- Grote Prijs Stad Zottegem

## Teams
- 2002–2006 Rabobank
- 2007–2009 Predictor-Lotto bzw. Silence-Lotto
- 2010 Team Milram

- 2012–2013 Cyclingteam de Rijke-Shanks